# マリア・ジビーラ・メーリアン

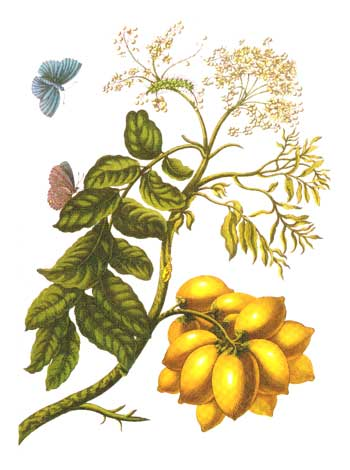
ウルシ科のタマゴノキ。『スリナム産昆虫変態図譜』から

アンナ・マリア・ジビーラ・メーリアン（Anna Maria Sibylla Merian、1647年4月2日 - 1717年1月13日）は、ドイツ生まれの、植物や昆虫などを詳細に描いたイラストで知られる画家で、自然科学者でもある。
芸術家としての名声に加え、蝶や蛾の変態を緻密な観察眼と描写力で描いた彼女は、昆虫学に多大な貢献をもたらした人物として高く評価されている。また彼女は、その業績をほぼ独力で成し遂げた点から、自立した女性の代表例とみなされることもある。2人の娘も画家である。

## 生涯

### 幼少時
フランクフルト生まれ。マリアの父は版画工であり「メーリアン出版社」の経営者として知られるスイス人マテウス・メーリアンであったが、マリアが生まれた3年後に死去。オランダ人であった彼女の母は1651年に静物画家のヤーコブ・マレルと再婚した。マリアはこの義父の導きにより絵画に興味を覚えた。1660年、13歳のときに採集した虫と植物を題材とした水彩画を初めて描き、観察記録を残した。義理の娘が持つ天賦の才に気づいたヤコブは、マリアに指導する傍ら、絵の製作などのために自分がフランクフルトを留守にする時は弟子のアブラハム・ミグノンに面倒を見させ、その才能を伸ばした。マリアは線画や銅版画、水彩、油彩の技法を身につけたが、当時彫版の仕事や油彩は男性のものとされ、特に水彩画の習得に励んだ。
マリアの家族の友人がフランクフルトに所有していた養蚕場で蚕蛾を見る機会があり、興味を持った。蛾は卵から生まれ、幼虫が蛹になってから生まれることに気づき、蚕蛾の誕生と変態の真相をつきとめた。
当時を振り返り、マリアは著書『スリナム産昆虫変態図譜』にて「子供の頃は、いつも昆虫を調べてばっかりいました。最初は故郷のフランクフルトで見つけた蚕でした。そのうち、蚕と同じように他のイモムシも、やがては美しい蝶や蛾に変わることに気づいたのです。そして、イモムシを見つけては飼って、その変化の様を見続けたのです」と述べている。

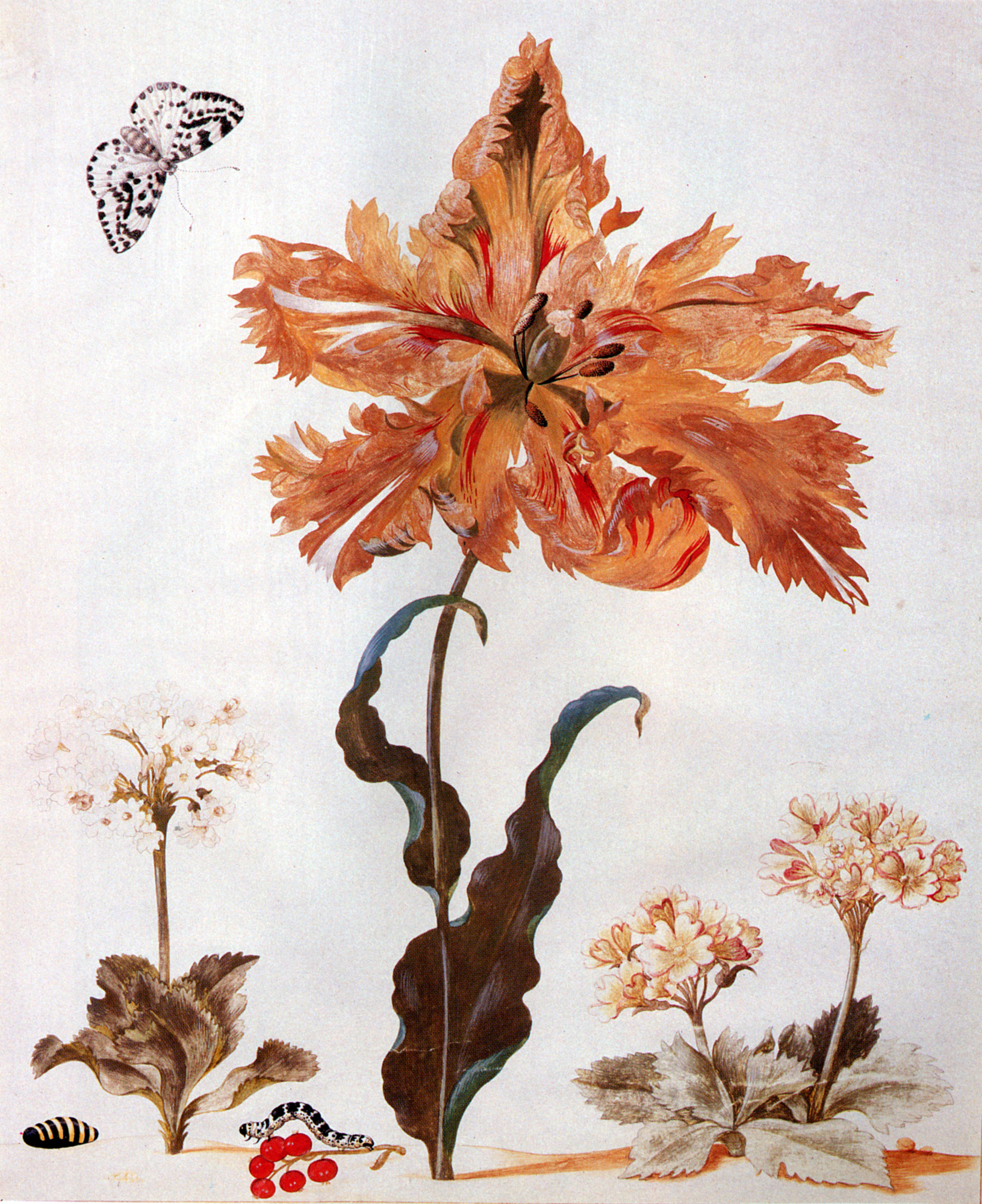
パロットチューリップ、オーリキュラ（ア
ウリクラ）、アカスグリ。昆虫はスグリシロエダシャクの成虫・幼虫と蛹

## 脚注

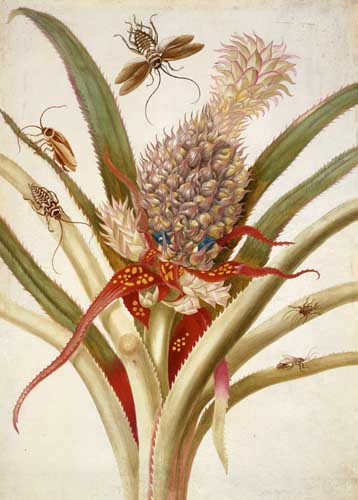
パイナップルの木と網翅目

## 出典

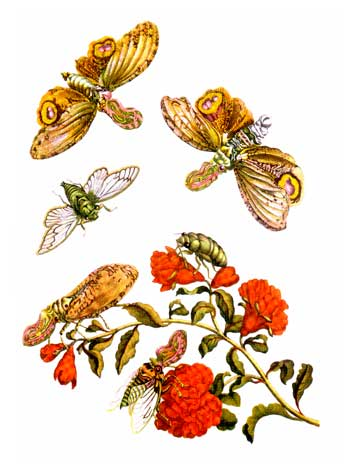
ビワハゴロモの一生

### 結婚生活と『Neues Blumenbuch』
1665年、マリアは義父の徒弟だったヨハン・アンドレアス・グラフと結婚し、2年後には最初の娘ヨハンナ・ヘレンを授かったのを機にニュルンベルクに移り住んだ。その地でも彼女は、羊皮紙と亜麻布に描いた絵の作成や、刺繍用図案の作成を続けた。それらは評判を呼び、たくさんの生徒に教えるなどで生計を助け、また彼女の知名度を押し上げた。裕福な階級とも交流が生まれ、マリアは彼らの美しい庭園を見る機会を増やすことができた。
訪問した庭園で、マリアは昆虫、特にイモムシと蝶のライフサイクル観察を始めた。当時の学者たちはカトリック教会と密接に関連したアリストテレス学派の考えに基づき、虫は「腐った泥から自然発生した」生き物であり「悪魔の生物」だという考え、すなわち自然発生説を支持していた。この優勢な意見に真っ向対立すべく、マリアはイモムシが蝶に至る実際の変化を綿密に調査し、えさとなる植物や昆虫がさなぎに変わる過程を詳細に記録し、それぞれの段階をスケッチした。この考えは異端とも見なされ、魔女の嫌疑がかけられそうになったとも言われる。しかしこの頃から彼女は、単なる画家から科学者への変貌を始めていた。
1675年、マリア28歳の時にこの最初のスケッチブックが『Neues Blumenbuch』第1巻として発売された。夫ヨーハンによって出版されたもので、同書の銅版刷りの見事な草花の写生画には、画家や刺繍作家の図案に役立てるねらいがあった
。次女のドロテア・マリア誕生の翌年となる1679年には『ヨーロッパ産鱗翅類‐その変態と食草』を発売した。この本では、違う種の蝶が成長する様を、えさとした植物と一緒に1枚の絵で紹介されている。この頃にはアントニ・ファン・レーウェンフックとも親交があり、彼の顕微鏡を借り受けて研究をしたとも言われている。

### 離婚
1681年義父が亡くなり、マリアは相続争いに巻き込まれる。土地建物、作品群や蔵書、そして貯蓄などについての遺言が残されていなかったため、遺族は権利を主張し合って訴訟にまで発展した。そのため、マリア一家はフランクフルトに戻らざるを得なくなった。この煩わしい問題は長引き、やっと解決に漕ぎ付けたのは1685年。
1685年、異母兄カスパル・メーリアンから誘われ、母と娘2人とともにオランダ北部フリースラント州ウィーウェルトにあるソンメルデイク家が所有するワルタ城のラバディ派のキリスト教コミューンに行った。ラバティ派はジャン・ド・ラバディが始めたキリスト教の団体である。教団に加わることになったいきさつがわかる手紙類は残されていない。マリアはワルタ城でラテン語を学び、娘たちに画業を指導した。ワルタ城には城主が南米のスリナムから持ち帰った蝶の標本があり、マリアはスリナムの昆虫の美にふれた。
1690年に母のヨハンナ・ハイム・マレルが亡くなり、マリアは娘2人とラバディストのコミュニティを去ってアムステルダムに移った。絵画の教え子を集め、自らも絵を描き続けた。マリアの挿画はアムステルダムの自然科学者や蒐集家に知られ、そうした人々の集まりで歓迎された。
1692年に夫ヨハン・アンドレアス・グラフと離婚。旧姓に戻ったが、公言せず未亡人で通した。この年に長女のヨハンナ・ヘレンは元ラバディストのヤーコプ・ヘンドリクス・ヘロルトと結婚した。ヘロルドは南アメリカのスリナム（現：スリナム共和国）と交易をしていた。スリナムにはコーネリアス・フォン・ソンメンデイクやラバディストが入植していた。

スリナム

オランダで、マリアのスケッチは同時代の科学者などから注目されていた。そのつてもあり、彼女は当時のアムステルダムに収集されていた、現在のインドネシア地域にあたる東インド諸島や、カリブ海の西インド諸島などからもたらされた数々の動植物を見てまわることが出来た。東インド協会会長でもあったアムステルダム市長のニコラース・ウイツセン博士(nl)、秘書のヨナッシュ・ウイツセン、医学・解剖学・植物学博士のフレデリクス・ルイシ、リヴィヌス・ヴィンセントなど多くの著名人が彼女にコレクション閲覧の便を図った。それらの美しさはマリアを魅了し、また種類の膨大さは彼女を圧倒した。そして、多くの昆虫の発生や生殖が未だ解明されていないことを知り、イモムシからさなぎを経て成虫となる過程についての興味をより強く掻き立てられた。

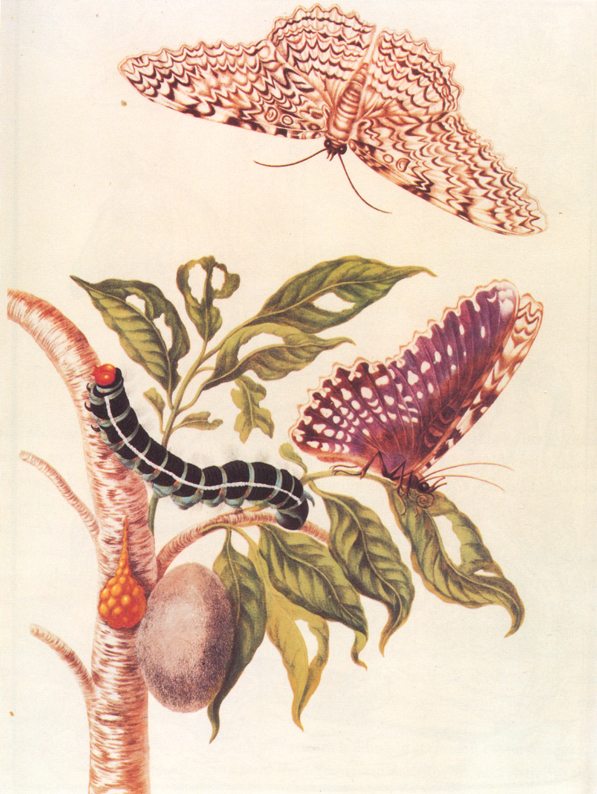
蛾の一生。『スリナム産昆虫変態図譜』から。1705年

### スリナムへ
1699年、マリアは調査旅行の資金調達を始め、果実や草木、昆虫を描いた絵を売りに出した。財産分与の相続人に娘たちを指名し、遺言書を整えた。女性が男性の同行者なく旅行することが珍しい時代に、マリアは個人による学術調査のために資金援助をとりつけ、旅を実行し、その成果を書物として出版した最初の女性となった。6月、友人たちの反対を押し切ってマリアはアムステルダム市からの資金援助を受け、次女のドロテア・マリアとともに帆船でアムステルダム港を出港しスリナムに向かい、8月に到着した。
スリナムに到着し、首都パラマリボに住んだ。ヨーロッパの支配者層は昆虫に興味を抱くマリアに戸惑ったが、インディオたちは
協力を惜しまなかった。他の先住民との交渉や、植物や昆虫の探査に都合がよかったため、アフリカ人奴隷とインディオの女性を助手として雇った。熱帯雨林の気候をものともせず植民地周辺の固有動植物をスケッチしてまわっては、それらの名称や土地での用いられ方などの詳細を記録した。その過程で、オランダ人農場経営者たちが土地の人々を酷使する様を目の当たりにし、これを強く批判もした。1701年、マリアは病気（おそらくマラリア）に感染し、オランダへ帰国せざるを得なくなった。スリナムでのマリアの積極的な活動は2年間に渡った。

### 晩年
1701年9月、オランダに戻った。1701年12月、ドロテアはフィリップ・ヘンドリクスと結婚した。後にドロテアは画家のゲオルグ・グセルと再婚する。ゲオルグはマリア・シベラ・メーリアンの肖像画を描いている。
マリアは自己資金で調査旅行をし、動植物相の研究、図版の制作、テクストの執筆、刷りまで独力で行った。彼女が収集した標本類を売り払い、スリナムでの活動を纏めた彫版を出版した。1705年にはスリナムの昆虫類についての手彩色銅版画集『スリナム産昆虫変態図譜』を出版した。初版はオランダ語とラテン語で出版され、マリアがオランダ語で書き、アムステルダムの植物学者カスパル・コメリンがラテン語に訳した。これは後に12枚の図を追加し、『Dissertatio de generatione et metamorodhosibus insectorum Surinamensium』として再版された。本書のフランス語訳は1726年に出版されている。英語版の出版も検討されたが実現しなかった。
1711年、長女ヨハンナは夫とともにスリナムに渡った。そして写生した動植物の絵や昆虫などを送っている。

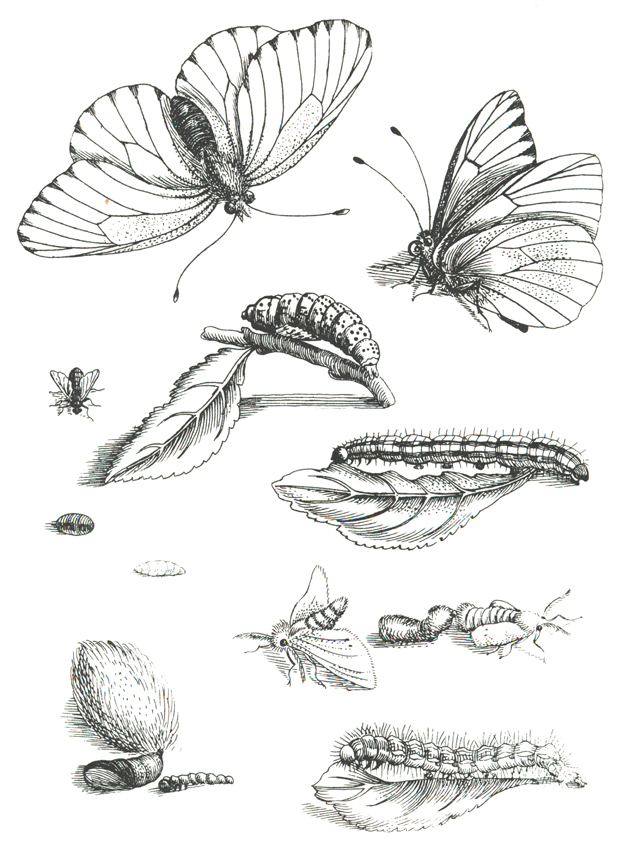
昆虫のスケッチ。『Erucarum Ortus』から

1715年、マリアを脳梗塞が襲った。治療に当たったが部分的な麻痺は解消されず、継続していた仕事に支障を来たすようになってしまった。晩年、彼女の名は貧困者登録簿に見られ、その生活は貧窮にあったとされる。しかし、次女夫婦と暮らしていたらしい。また、昆虫を描いた羊皮紙が数百枚、帳の箱など残っており、それらを売れば生活には困らなかったはずである。
1717年、マリアは世を去った。彼女の墓はアムステルダムのVredenhof墓地にある。マリアが埋葬された日に、アムステルダムを訪れていたピョートル大帝が水彩画を買っている。
ピョートル大帝は美術品を購入する助言者としてゲオルグ・グセルを雇った。後にゲオルグ夫婦はピョートル大帝に招かれてロシアに行く。ドロテアの義理の娘はレオンハルト・オイラーと結婚した。
マリアの死後、ドロテアは母の仕事をまとめ『Erucarum Ortus Alimentum et Paradoxa Metamorphosis』を出版した。1717年、ドロテアは『ヨーロッパ産鱗翅類』の新版を追悼記念として出版し、序文を書いた。また、作品と著作権の管理人を務めた。

## 業績
植物画家としてキャリアを始め1600年代後半に3冊の彫版を出版したマリアは、やがてその視点に生物を加え、昆虫の変態が進む経過を明らかにした。当時、泥から生まれる悪魔の動物という悪評を受けていた昆虫に知的好奇心を向けることは稀であり、一部の学者が少々気づく程度でしかなく一般には全く未知であったその生態に着目した彼女の着眼点は革新的だった。
蛾の変態については6世紀の東欧（ビザンツ帝国）では知られていたが、西欧の自然科学者たちは知らずにおり、昆虫が泥土から生まれるという旧来のアリストテレス説が支持されていた。マリアの発見は、イタリアの医師、博物学者フランチェスコ・レディや解剖学者マルチェロ・マルピーギがハエやガの変態に関する論文を発表するより10年近く早かった。しかし昆虫学書の刊行がレディやマルピーギより後になったため、先んじて発見していたことが知られずにいた。18世紀、ピョートル大帝がサンクトペテルブルクにつくった希少品陳列所に収蔵するため、書物や美術品などを蒐集する中で、マリアの文書や水彩画がロシアに渡った。二世紀後、サンクトペテルブルク科学アカデミー図書館の文書官が、マリア直筆のメモ入りの画帖を発見した。水彩画の複製は1974年に初公開され、1976年に数カ国で初出版された。画帖には何百もの植物や昆虫が細密に描かれ、メモによってマリアが子どもの頃から取り組んでいた体系的な昆虫学研究についての新情報が明らかになった。
マリアが観察し、描き纏めた186種類にものぼる昆虫のライフサイクルはそれまでの常識を覆し、ドイツ語で出版された『ヨーロッパ産鱗翅類‐その変態と食草』は貴族など上流階級を中心に広く知れ渡った。しかしながら、公式な科学論文はラテン語で執筆されるのが常であり、彼女の業績が科学者たちに正当に評価されることはあまり無かった。

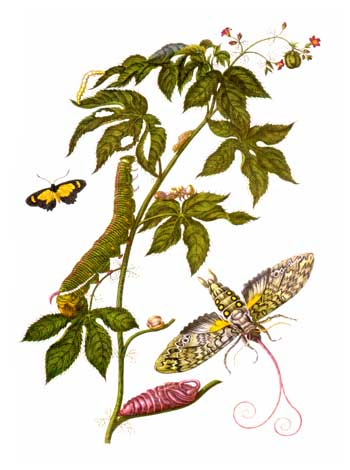
『スリナム産昆虫変態図譜』から

マリアは、実際に観察することで洞察や理解を深め、新たな発見ももたらした。例えば、イモムシが蝶になるまでの各過程において、食物とする植物の種類は決まっており、そのために卵が産み付けられる場所も限定的になる事実を見極めた。自然科学研究においてこのような観察手法を重視する学者は当時ほとんどおらず、彼女はこの点でもパイオニアのひとりと言える。彼女の版図は、この植物と昆虫との関係、昆虫の経時的成長段階のふたつの要素を1枚にまとめて描写したことでも画期的だった。

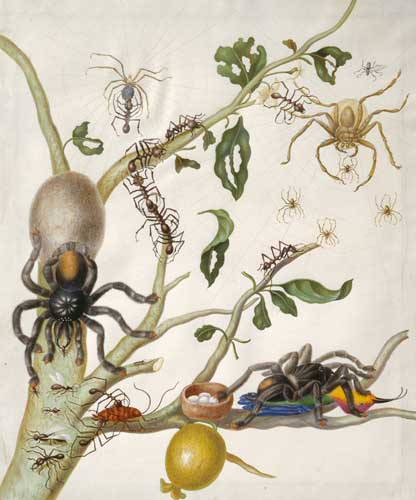
鳥を捕らえた蜘蛛の絵を含む版図。『スリナム産昆虫変態図譜』から

スリナムでの観察と研究は、高齢な女性の身である彼女の特筆すべき努力によって成された。通常ならば未開の植民地で行う昆虫採集は定住するなりして行うべき長期間をかける。マリアは、周囲から浴びせられる懐疑の視線に動じず、驚くべきスピードで新種の昆虫や植物類の発見を次々と成し遂げた。さらに、収集したサンプルやスケッチなどを、綿密に検討を重ねて分類し、詳細な説明を加えた。これによると、1分類として蛹の有無、昼に活動する蝶、夜に活動する蛾に区分し、さらに2分類として蛆やワーム、蠅や蜂をそれぞれ区分している。彼女は、発見した動植物に新たに名前をつける際、先住民族の呼び方を尊重して多く用いた。これらの分類や名称は現代に引き継がれている。また、トタテグモ亜目（英語：mygalomorphae、ドイツ語：Vogelspinnenartige）の名称は、マリアのスケッチから作られた彫版にある「鳥を捕らえた蜘蛛」を語源としているのではと推理されている。（トリクイグモのこと？タランチュラ参照）ただし、実際にこの蜘蛛が鳥を捕食するかどうかは確認されていない。
当時の男性著述家による旅行記では、扉絵に先住民たちがヨーロッパから来た植民地開拓者にひれ伏す様子が描かれていたが、『スリナム産昆虫変態図譜』の扉絵には征服者然とした女性は描かれず、天使たちにとりまかれて植物や昆虫の研究にいそしむ著者本人が描かれている。マリアは現地のインディオやアフリカ人奴隷がもつ周辺地域の知識に敬意を表し高く評価していた。マリアは「蛮人」という言い回しを一度も使っていない。

## 評価

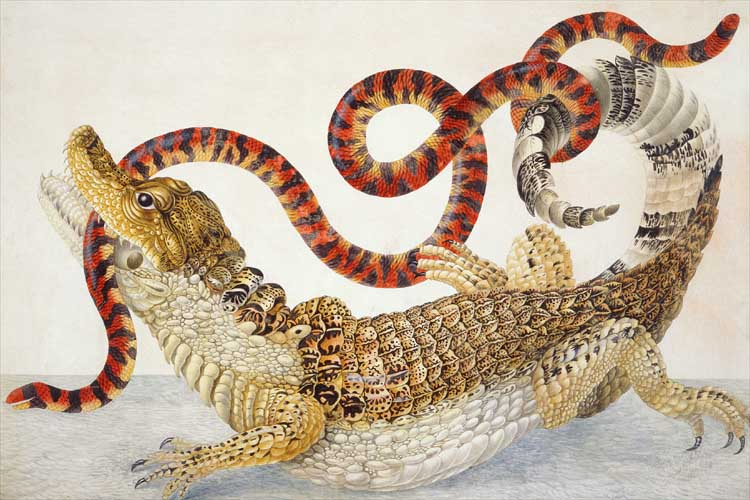
ワニと毒蛇

マリアの著作はのちの植物学、昆虫学に重要な意味を持った。『スリナム産昆虫変態図譜』に描かれた約20種の植物とすべての昆虫がヨーロッパでは未知の種であり、当時における最も重要な南米の動植物研究書とされた。
カール・フォン・リンネの自著には100か所以上メーリアンへの言及がある。イングランドの博物学者、挿画家エリエーザー・アルビン（1680-1742）、アメリカの昆虫学者で挿画家ジョン・アボット（1751-1840）、フランスの博物学者アンブロワーズ・パリゾはメーリアンからの影響を受けている。ゲーテはメーリアンの著作に賛を送っている。
マリアの描いた植物・蛇・蜘蛛・イグアナや熱帯のカブトムシなどの絵は美術として高く評価された。『スリナム産昆虫変態図譜』は貴族や富豪から、ロシア皇帝ピョートル1世も購入した。初版と第二版に収録された60点の手彩色画と、その後の版で追加された12点の大型図版はどれも傑作であり、ナポレオンやゲーテも絶賛したと言われるこの本は、今日でも世界中の好事家にとって憧れの的となり、銅版刷り原版の同書は書誌学上の秘宝ともいわれる。原書は2,500万円以上の売り値がついている。また、『カエルの自然誌（アームチェア・アクアリウム）』を著した生物画家レーゼル・フォン・ローゼンホフにも多大な影響を与えた。
マリアの版図はベルリン王立磁器製陶所、マイセン、ヘキスト、リヒターポーセレンなどが製作する陶磁器のモチーフとしてよく採用されている。マイセンでは、最高の絵付け師が製作した最上級の花絵を示すFF.blumemalerai（FFブルーメマーレライ、略してFFブルーメ）の称号がつけられた高級品が多い。
20世紀後半には、マリアの業績は広く評価されるようになった。特に生まれたドイツでは高く、ユーロに統一される前のドイツ通貨では彼女の肖像が500ドイツマルク紙幣に用いられ、1987年9月17日には0.4ドイツマルク切手にも使われた。彼女の名を冠した学校も多い。2005年にはドイツのヴァーネミュンデから出航した海洋調査船に彼女の名「RV Maria S. Merian」がつけられた。

## 著作
- 1675年 Neues Blumenbuch. Volume 1.
- 1677年 Neues Blumenbuch. Volume 2.
- 1677年 Neues Blumenbuch. Volume 3.
- 1679年 ヨーロッパ産鱗翅類‐その変態と食草(Der Raupen wunderbare Verwandlung und sonderbare Blumennahrung)
- 1705年 スリナム産昆虫変態図譜(Metamorphosis insectorum Surinamensium.)
  - 『スリナム産昆虫変態図譜 1726年版』（完全復刻版）岡田朝雄・奥本大三郎訳　製作総指揮 白石雄治 鳥影社 2022年[36]

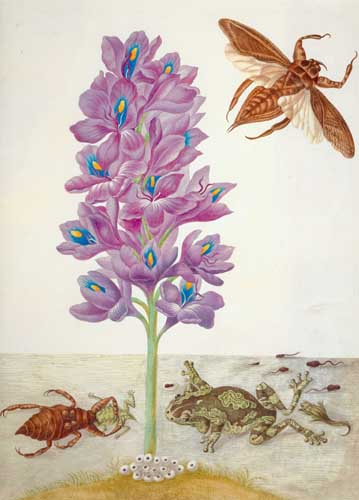
水棲植物と昆虫

  - 『スリナム産昆虫変態図譜 1726年版』岡田朝雄・奥本大三郎訳；佐藤亜希子英訳 鳥影社 2022年

## 関連文献
- 中野京子 著 『情熱の女流「昆虫学者」‐メーリアン波乱万丈の生涯』講談社 ISBN 4-06-211116-0
- ナタリー・Z・デーヴィス 著 『境界を生きた女たち‐ユダヤ商人グリックル、修道女受肉のマリ、博物画家メーリアン』長谷川まゆ・北原恵・坂本宏 訳、平凡社 ISBN 4-582-74428-1
- 荒俣宏 著 『アラマタ図像館＜6＞「花蝶」』 小学館 （文庫版）ISBN 4-09-403116-2
- キム・トッド（屋代通子 訳）『マリア・シビラ・メーリアン 17世紀、昆虫を求めて新大陸へ渡ったナチュラリスト』みすず書房 ISBN 978-4-622-07411-3
- ロンダ・シービンガー 著 『科学史から消された女性たち』小川眞里子・藤岡伸子・家田貴子 訳、工作舎 ISBN 978-4-87502-544-3
- ロンダ・シービンガー 著『植物と帝国』小川眞里子・弓削尚子 訳、工作舎 ISBN 978-4-87502-401-9

## 絵画閲覧可能な外部リンク
- Der Raupen wunderbare Verwandlung
- 『スリナム産昆虫変態図譜』
- 『スリナム産昆虫変態図譜』オンライン版
- 『Over de voortteeling en wonderbaerlyke veranderingen der Surinaemsche Insecten』オンライン版
- 『Erucarum ortus, alimentum et paradoxa metamorphosis』オンライン版
- '%20and%20((%20%20(VV='Merian* '%20or%20BE='Merian* '%20or%20ob='Merian* '%20or%20Tz='Merian* '%20or%20MA='Merian* '%20or%20CL='Merian* '%20or%20IN='Merian* '%20or%20OB='Merian* '%20or%20OC='Merian* '%20or%20C2='Merian* '%20or%20TK='Merian* ')))&_function_=xslt&_limit_=50&_resultstylesheet_=imagecs Brief presentation of retrieved records The Fitzwilliam Museum イギリス
- The Royal Collection イギリス
- art and architectureCourtauld Institute of Art、イギリス
- collection online ハーバード大学、イギリス
- Kupferstichkabinett kunstmuseum、ドイツ
- The Premanent Collection National Museum of Women in the Arts、アメリカ
- Google For 355th マリア-ジビーラ-メーリアン